# スノーホワイト/氷の王国
『スノーホワイト/氷の王国』（スノーホワイト/こおりのおうこく、原題：The Huntsman: Winter's War）は、2016年に公開されたイギリス・アメリカ合衆国合作のダークファンタジー映画作品である。監督は前作『スノーホワイト』でVFXスーパーバイザーを務めたセドリック・ニコラス＝トロイアンであり、本作が彼の初監督作品となる。
本作は2016年4月22日にアメリカにて公開され、日本では5月27日に公開された。

## あらすじ
かつて白雪姫の住む王国を支配していた邪悪な女王ラヴェンナには、妹のフレイヤがいた。彼女はある裏切りによって心を痛め、それと引き換えに全てを凍らせる魔力を手にし、姉の元を離れていた。数十年後、ラヴェンナが討たれたことを知ったフレイヤは自らの軍団に彼女の持っていた魔法の鏡を奪い取らせ、鏡と自身の魔力でもってラヴェンナを復活させる。2人によって世界に暗黒の闇が訪れようとする中、フレイヤに仕えていたハンターのエリックは彼女たちの野望を食い止めようとする。だが彼に立ちはだかったのは、死んだはずだった彼の恋人、サラだった。

## 登場人物
エリック
ハンター。前作でスノーホワイトと戦った男。今作で彼の過去が明らかになる。フレイヤが組織した軍隊の一人であり、その中でも有能であった。サラとは恋人であったが愛が認められない王国であったことから抜け出す決意をしていた。
ラヴェンナ
女王。前作でスノーホワイトとエリックに敗れ、死亡したと思われていたが鏡の中で何とか生き延びており生存していた。妹を溺愛しているが独占欲の裏返しである。実はフレイヤの娘を殺害した張本人。
フレイヤ
ラヴェンナの妹。愛を禁忌とする氷の王国の女王。一人の人間と恋に落ち、娘も生まれたが、その娘が夫に殺されてしまった過去を持つ。これにより愛を信じられなくなり、王国を作った一因となった。
サラ
かつてのエリックの恋人。とある理由からエリックと別れた。氷の王国のハンターとして活動している。フレイヤが組織した軍隊の一人でもある。
ニオン
ドワーフ。エリックと旅をしている。
グリフ
ウィリアムの異父兄弟。
ミセス・ブロムウィン
女ドワーフ。エリックとの旅に加わる。
ドリーナ
女ドワーフ。エリックとの旅に加わる。
タル
戦士。軍隊の中でも特に優秀。愛を認めない氷の王国の人間だが実際には愛を認めている。
リーファ
ウィリアム王
フレイヤから監視されている。

## キャスト
| 役名                 | 俳優                                 | 日本語吹替                                                              |
| -------------------- | ------------------------------------ | ----------------------------------------------------------------------- |
| エリック             | クリス・ヘムズワース                 | 杉田智和                                                                |
| ラヴェンナ           | シャーリーズ・セロン                 | 田中敦子                                                                |
| フレイヤ             | エミリー・ブラント                   | 水樹奈々                                                                |
| サラ                 | ジェシカ・チャステイン               | 朴璐美                                                                  |
| ニオン               | ニック・フロスト                     | 茶風林                                                                  |
| グリフ               | ロブ・ブライドン                     | 落合弘治                                                                |
| ミセス・ブロムウィン | シェリダン・スミス                   | 松本梨香                                                                |
| ドリーナ             | アレクサンドラ・ローチ               | 武田華                                                                  |
| タル                 | ソープ・ディリス                     | 長谷川俊介                                                              |
| リーファ             | サム・ヘイゼルダイン                 | 西凜太朗                                                                |
| ウィリアム王         | サム・クラフリン                     | 浪川大輔                                                                |
| ピッパ               | ソフィー・クックソン                 | 朝井彩加                                                                |
| 鏡男                 | フレッド・タタショア                 | 大塚明夫                                                                |
| ブラックウッド公爵   | コリン・モーガン                     | 青木強                                                                  |
| 幼少期のエリック     | コンラッド・カーン                   |                                                                         |
| 幼少期のサラ         | ニーヴ・ウォルター                   |                                                                         |
| 幼少期のタル         | ナナ・アジェマン＝ベディアコ         | 大地葉                                                                  |
| 幼少期のピッパ       | アメリア・クラウチ                   | 朝井彩加                                                                |
| エリックの母親       | マデリン・ウォーラル                 | 森史絵                                                                  |
| ナレーター           | リーアム・ニーソン（クレジットなし） | 石塚運昇                                                                |
| バーテンダー         | ラルフ・アイネソン                   | 石塚運昇                                                                |
| その他               | N/A                                  | 仲野裕 三上由理恵 三瓶雄樹 丸山智行 佐野康之 桂一雅 佐々木拓真 大泊貴揮 |
| 日本語版制作スタッフ |                                      |                                                                         |
| 演出                 | 演出                                 | 高橋正浩                                                                |
| 翻訳                 | 翻訳                                 | 吉田由紀子（字幕） 栗原とみ子（吹替）                                   |
| 調整                 | 調整                                 | 兼子芳博                                                                |
| 録音                 | 録音                                 | 木澤秀昭 スタジオT&T                                                    |
| ダビングスタジオ     | ダビングスタジオ                     | 東京テレビセンター                                                      |
| 制作担当             | 制作担当                             | 大塚慶介 桂翔夢 （ニュージャパンフィルム）                              |
| プロデューサー       | プロデューサー                       | 佐藤大典 三樹祐太 （東宝東和）                                          |
| 日本語版制作         | 日本語版制作                         | ニュージャパンフィルム                                                  |

## 製作

### 企画
本作は元々、前作に引き続き監督にルパート・サンダース、主演にクリステン・スチュワートを続投させる予定で企画が進められていたが、2012年7月にサンダースとスチュワートの不倫が発覚。ハリウッド・リポーター誌の伝えたところでは、スチュワートはキャストを降板、サンダースの起用は不明で、配給元のユニバーサル映画は以前から持ち上がっていた企画としてクリス・ヘムズワース演じるハンターのエリックを主役に据えたスピンオフ作品として製作する方針を固めていた。しかし同年8月にユニバーサル側はスチュワートの降板を否定し、主役としてではないものの出演の可能性はあるとコメントした。11月、サンダースは不倫による結婚問題の修復のため降板し、本作は当初の予定通りスチュワートが続投されることとなったが、2014年7月2日にスチュワートの降板が正式に発表された。また、脚本家のデビッド・コープは本作のプロジェクトから離脱しており、製作陣はサンダースに代わる監督候補としてフランク・ダラボンを指名していた。
7月31日、本作の題名をThe Huntsmanとし、『スノーホワイト』の前日譚として主人公のエリックが白雪姫と出会うまでを描いた作品とすることが発表された。それと合わせて、本作の公開日を2016年4月22日とすることが発表された。2015年1月20日、ダラボンが監督を降板し、前作でVFXスーパーバイザーを務めていたセドリック・ニコラ＝トロヤンが監督を務めることが明らかとなった。脚本はクレイグ・メイジンとエヴァン・スピリオトプロスによる当初の草稿をもとにダラボンが草稿を執筆した。

### キャスティング
本作の主演キャストにはエリック役のクリス・ヘムズワースとラヴェンナ役のシャーリーズ・セロンが続投されることとなった。2015年1月16日にはエミリー・ブラントが本作への出演交渉に入っていることが発表され、ラヴェンナの妹である雪の女王の役を演じることが予定されていた。2月24日にはジェシカ・チャステインが新たにキャストに加わり、ニック・フロストが前作から引き続き続投された。この間にはブラントの出演交渉が終了していた。3月18日には、シェリダン・スミス、ロブ・ブライドン、アレクサンドラ・ローチがドワーフ役として出演が決まり、5月7日にサム・クラフリンがウィリアム役で続投されることが発表された。

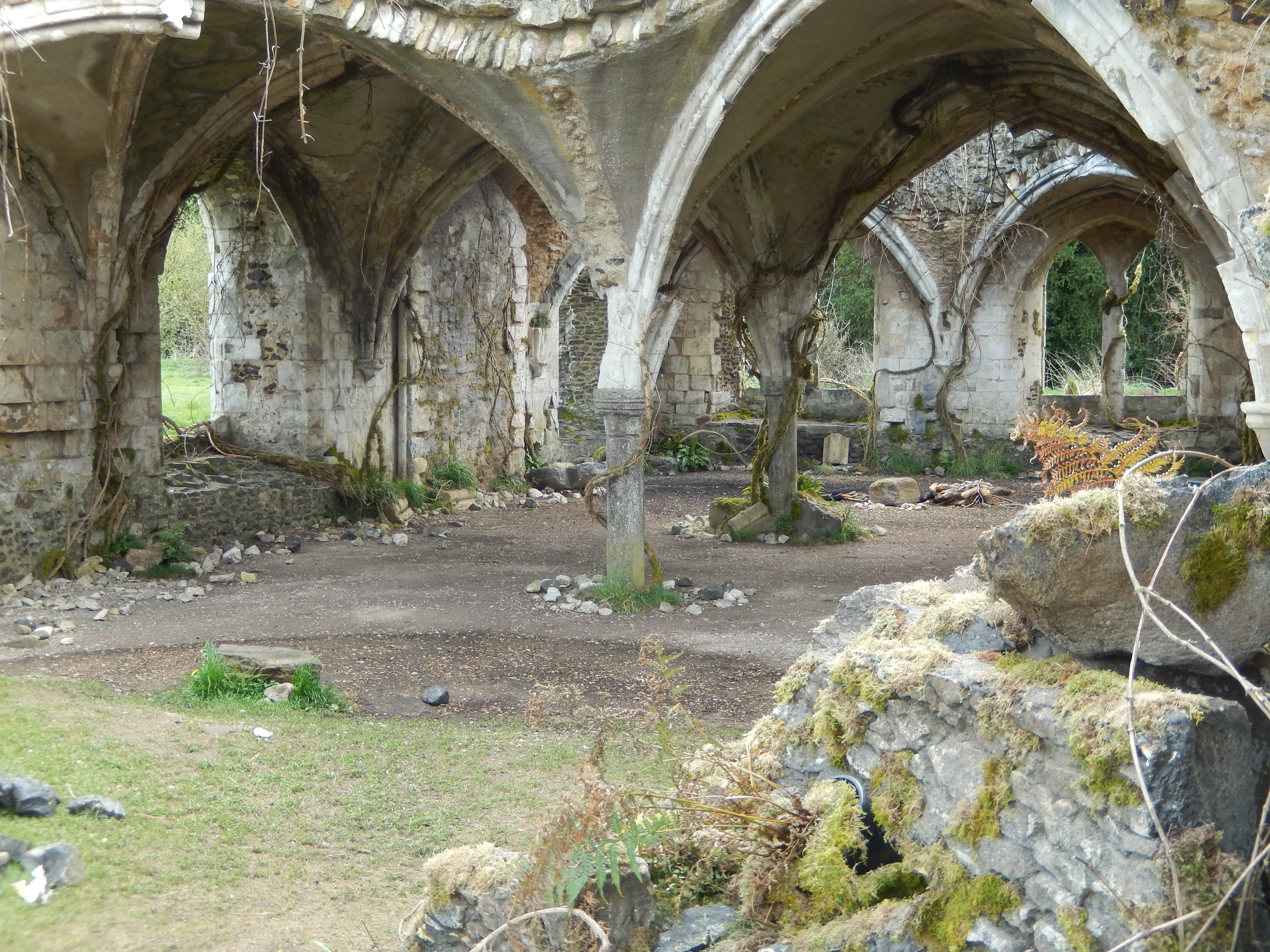
ロケ地として使用されたサリーにあるウェイヴァリー修道院の食堂跡

### 撮影
撮影は2015年4月6日に開始され、そのほとんどはイギリス南東部のサリーおよび南西部のウェルズにて行われた。

## マーケティング
2015年11月16日、ユニバーサル映画は本作の主要キャラクターのポスタービジュアルを公開し、題名を副題付きのThe Huntsman: Winter's Warに改めた。

## 評価

### 興行収入
2016年5月時点で、本作は北米で4666万ドル、北米以外の国々で1億1130万ドル、合計で1億5790万ドル以上の興行収入を記録している。

### 批評家の反応
本作は批評家から酷評されている。映画批評集積サイトRotten Tomatoesには216件のレビューがあり、批評家支持率は19%、平均点は10点満点で4.3点となっている。サイトでは批評家の総意として「魅力的なビジュアルと非常に素晴らしいキャストを誇っているが、まったくもって不必要だった続編をお勧めするには十分ではない」となっている。また、Metacriticでも41件のレビューで加重平均値は35/100だった。

## テレビ放送
| 回数 | テレビ局   | 番組名（放送枠名） | 放送日         | 放送時間（JST） | 放送分数 | 備考 |
| ---- | ---------- | ------------------ | -------------- | --------------- | -------- | --- |
| 1    | フジテレビ | （なし）           | 2019年10月22日 | 19:00 - 20:54   | 114分    | 地上波初放送(長野放送以外フジテレビ系列全国27ネットで同時ネット放送) 当初、この時間は「陛下と雅子さま 知られざる笑顔の物語 世界が祝う即位の礼SP」(18:30 - 20:54)を放送する予定だったが、『祝賀御列の儀』の日程変更に伴い放送延期となったため、急遽代替番組として放送された。 関東地区の視聴率は6.4% (長野放送は「NBSみんなの信州 報道特番 検証"千曲川氾濫"－被災地からの報告 復旧・生活再建の道筋は－」(19:00 - 19:57)・「NBSフォーカス∞信州 ブラジル・アリアンサに立った信州人(再放送)」(19:57 - 20:54)に差し替えた為、代替放送日が難しく放送できなかった。) |